# Лошковцы
Лошковцы (укр. Лошківці) — село в Дунаевецком районе Хмельницкой области Украины.
Население по переписи 2001 года составляло 1080 человек. Почтовый индекс — 32414. Телефонный код — 3858. Занимает площадь 2,735 км². Код КОАТУУ — 6821884101.

## Местный совет
32414, Хмельницкая обл., Дунаевецкий р-н, с. Лошковцы, ул. Центральная, тел. 9-93-23